# Mareanivka, Cemerivți
Mareanivka (în ucraineană Мар'янівка) este un sat în comuna Hukiv din raionul Cemerivți, regiunea Hmelnîțkîi, Ucraina.

## Demografie
Componența lingvistică a localității Mareanivka
     Ucraineană (99,21%)
     Alte limbi (0,79%)
Conform recensământului din 2001, majoritatea populației localității Mareanivka era vorbitoare de ucraineană (99,21%), existând în minoritate și vorbitori de alte limbi.